# Maggie Voisin
Maggie Voisin (* 14. Dezember 1998 in Whitefish) ist eine amerikanische Freestyle-Skierin. Sie startet in den Disziplinen Slopestyle und Big Air.

## Werdegang
Voisin nimmt seit 2012 an Wettbewerben der FIS und der AFP World Tour teil. Dabei errang sie in der Saison 2011/12 mit dem dritten Platz bei der Canada Post Freestyle Frenzy Open Tour in Calgary ihre erste Podestplatzierung. Nach zwei dritten Plätzen zu Beginn der Saison 2012/13 im Slopestyle bei der USSA Revolution Tour siegte sie bei der Pipe Open Series in Truckee, beim AFP World Tour Finale in Whistler und bei den nationalen Meisterschaften in Copper Mountain. Bei der USSA Revolution Tour Finale in Sun Valley wurde sie Zweite. Zu Beginn der folgenden Saison absolvierte sie in Cardrona ihren ersten Freestyle-Skiing-Weltcup und belegte dabei den vierten Platz im Slopestyle. Bei den Winter-X-Games 2014 in Aspen gewann sie die Silbermedaille im Slopestyle. In der Saison 2015/16 erreichte sie mit dem zweiten Platz in Bokwang und dem dritten Platz in Silvaplana ihre ersten Podestplatzierungen im Weltcup und errang zum Saisonende den 26. Platz im Gesamtweltcup und den sechsten Platz im Slopestyle-Weltcup. Außerdem wurde sie in der Saison Vierte im Slopestyle bei den Winter-X-Games 2016 in Aspen und Fünfte bei den X-Games Oslo 2016. Nach Platz zwei im Slopestyle zu Beginn der Saison 2016/17 bei der Winter Dew Tour in Breckenridge wurde sie bei den Winter-X-Games 2017 Siebte im Big Air und Fünfte im Slopestyle. Im Februar 2017 holte sie im Slopestyle in Mammoth ihren ersten Weltcupsieg. Bei den X-Games Norway 2017 in Hafjell gewann sie die Bronzemedaille im Big Air. Im folgenden Jahr holte sie bei den Winter-X-Games die Goldmedaille im Slopestyle und errang bei den Olympischen Winterspielen in Pyeongchang den vierten Platz im Slopestyle. Im Januar 2018 wurde sie beim Weltcup in Snowmass Zweite im Slopestyle. Im folgenden Jahr gewann sie bei den Winter-X-Games Bronze im Slopestyle und belegte dort und bei den Weltmeisterschaften in Park City den achten Platz im Big Air. In der Saison 2019/20 holte sie bei den X-Games Norway 2020 Silber im Big Air und Gold im Slopestyle und bei den Winter-X-Games 2020 Bronze im Slopestyle.

## Erfolge

### Olympische Spiele
- Pyeongchang 2018: 4. Slopestyle

### Weltmeisterschaften
- Park City 2019: 8. Big Air
- Aspen 2021: 9. Big Air

### Weltcupwertungen
| Saison  | Gesamt | Gesamt | Park & Pipe | Park & Pipe | Slopestyle | Slopestyle |
| Saison  | Platz  | Punkte | Platz       | Punkte      | Platz      | Punkte     |
| ------- | ------ | ------ | ----------- | ----------- | ---------- | ---------- |
| 2013/14 | 61.    | 20     | -           | -           | 13.        | 100        |
| 2014/15 | -      | -      | -           | -           | -          | -          |
| 2015/16 | 26.    | 37     | -           | -           | 6.         | 185        |
| 2016/17 | 34.    | 31,6   | -           | -           | 9.         | 158        |
| 2017/18 | 77.    | 18,57  | -           | -           | 15.        | 130        |
| 2018/19 | 84.    | 13,6   | -           | -           | 19.        | 68         |
| 2019/20 | 103.   | 12     | -           | -           | 19.        | 60         |
| 2020/21 | -      | -      | 27.         | 45          | 15.        | 45         |

### Weltcupsiege
Voisin errang im Weltcup bisher 6 Podestplätze, davon 1 Sieg:
| Datum           | Ort     | Land | Disziplin  |
| --------------- | ------- | ---- | ---------- |
| 5. Februar 2017 | Mammoth | USA  | Slopestyle |

### X-Games
- Winter-X-Games 2014: 2. Slopestyle
- Winter-X-Games 2016: 4. Slopestyle
- X-Games Oslo 2016: 5. Big Air
- Winter-X-Games 2017: 5. Slopestyle, 7. Big Air
- X-Games Norway 2017: 3. Big Air, 7. Slopestyle
- Winter-X-Games 2018: 1. Slopestyle
- Winter-X-Games 2019: 3. Slopestyle, 8. Big Air
- Winter-X-Games 2020: 3. Slopestyle, 6. Big Air
- X-Games Norway 2020: 1. Slopestyle, 2. Big Air
- Winter-X-Games 2022: 4. Big Air, 6. Slopestyle